# Сандакан
Сандакан (малајс. Sandakan) је град на источној обали државе Сабах у североисточној Малезији. Налази се на северу Борнеа. Град је познат по еко-туризму, рецимо по парку орангутана Сепилок и националном парку Кепулан Пењу.
Године 2006. град је имао 427.200 становника. Површина града је 2.266 km².
Сандакан је од 1883. до 1946. (тада под именом Елопура) био главни град Северног Борнеа (данас: Сабах), да би после тога главни град постао Кота Кинабалу (тада под именом Џеселтон).
У Другом светском рату овде су јапански окупатори држали радни логор. Из њега су 1945. око 6000 Јаванаца и западних ратних заробљеника натерали на исцрпљујући марш дуг 260 километара. Готово сви заробљеници су умрли од болести и неухрањености, или су убијени. Град је потпуно уништен у овом рату.